# فيرنون كامبل
فيرنون كامبل (بالإنجليزية: Vernon Campbell)‏ هو ممثل أمريكي، ولد في 4 أبريل 1961 في الولايات المتحدة.

## أعمال

### أفلام
- (1995) 12 قردا[1]

## وصلات خارجية
- فيرنون كامبل على موقع IMDb (الإنجليزية)
- فيرنون كامبل على موقع قاعدة بيانات الأفلام السويدية (السويدية)
- فيرنون كامبل على موقع قاعدة بيانات الفيلم (الإنجليزية)